# 머빈 르로이
머빈 르로이(Mervyn LeRoy, 1900년 10월 15일 ~ 1987년 9월 13일)는 미국의 배우, 영화 프로듀서, 영화 감독, 각본가, 영화배우이다.

## 영화
- 그린 베레 (1968년)
- 집시 (1962년)
- 머조러티 오브 원 (1961년)
- 4시의 악마 (1961년)
- FBI (1959년)
- 홈 비포 다크 (1958년)
- 나쁜 종자 (1956년)
- 미스터 로버츠 (1955년)
- 로즈 마리 (1954년)
- 라틴 러버스 (1953년)
- 러브리 투 룩 앳 (1952년)
- 백만달러 인어 (1952년)
- 쿼바디스 (1951년)
- 이스트 사이드, 웨스트 사이드 (1949년)
- 애니 넘버 캔 플레이 (1949년)
- 작은 아씨들 (1949년)
- 홈커밍 (1948년)
- 디자이어 미 (1947년)
- 위드아웃 레저베이션스 (1946년) - 카미오 어피어런스 역
- 더 하우스 아이 라이브 인 (1945년)
- 써티 세컨즈 오버 도쿄 (1944년)
- 퀴리 부인 (1943년)
- 자니 이거 (1942년)
- 마음의 행로 (1942년)
- 언홀리 파트너스 (1941년)
- 애정은 강물처럼 (1941년)
- 이스케이프 (1940년)
- 애수 (1940년)
- 서커스에서 (1939년)
- 오즈의 마법사 (1939년)
- 풀스 포 스캔들 (1938년)
- 데이 원트 포겟 (1937년)
- 더 킹 앤 더 코러스 걸 (1937년)
- 쓰리 멘 온 어 호스 (1936년)
- 안소니 에드버즈 (1936년)
- 페이지 미스 글로리 (1935년)
- 오일 포 더 램프 오브 차이나 (1935년)
- 아이 파운드 스텔라 패리시 (1935년)
- 히트 라이트닝 (1934년)
- 해피니스 어헤드 (1934년)
- 하이, 넬리! (1934년)
- 스윗 애더라인 (1934년)
- 더 월드 체인지 (1933년)
- 턱보트 애니 (1933년)
- 하드 투 핸들 (1933년)
- 엘머, 더 그레이트 (1933년)
- 1933년의 황금광들 (1933년)
- 투 세컨드 (1932년)
- 쓰리 온 어 매치 (1932년)
- 하이 프레셔 (1932년)
- 빅 시티 블루스 (1932년)
- 하트 오브 뉴욕 (1932년)
- 나는 탈옥수 (1932년)
- 투나잇 오어 네버 (1931년)
- 로컬 보이 메이키스 굿 (1931년)
- 신사의 운명 (1931년)
- 투 영 투 메리 (1931년)
- 브로드마인디드 (1931년)
- 파이브 스타 파이널 (1931년)
- 넘버드 멘 (1930년)
- 탑 스피드 (1930년)
- 플레잉 어라운드 (1930년)
- 쇼 걸 인 헐리우드 (1930년)
- 리틀 시저 (1930년)
- 핫 스터프 (1929년)
- 브로드웨이 베이비스 (1929년)
- 노티 베이비 (1928년)
- 오 케이! (1928년)
- 해롤드 틴 (1928년)
- 플라잉 로미오스 (1928년)
- 노 플레이스 투 고 (1927년)